# Carbonia
Carbonia é uma comuna italiana da região da Sardenha, província da Sardenha do Sul, com cerca de 30.377 habitantes. Estende-se por uma área de 145 km², tendo uma densidade populacional de 209 hab/km². Faz fronteira com Gonnesa, Iglesias, Narcao, Perdaxius, Portoscuso, San Giovanni Suergiu, Tratalias.

## Demografia
| Variação demográfica do município entre 1861 e 2011                               |
|                                                                                   |
| Fonte: Istituto Nazionale di Statistica (ISTAT) - Elaboração gráfica da Wikipedia |

## Cidades-irmãs
- Oberhausen, 2002 Alemanha;
- Behren-lès-Forbach 2002, França;
- Albona 2010, Croácia;
- Raša 2010 Croácia;